# Athéna
Pallas Athéna je v řecké mytologii dcera nejvyššího boha Dia. Jde o bohyni moudrosti, války a strategie, ochránkyni statečnosti, práva, spravedlnosti a umění. V pozdějších dobách byla ztotožňována se svým římským protějškem Minervou.

## Původ
O jejím původu je známo mnoho mýtů:

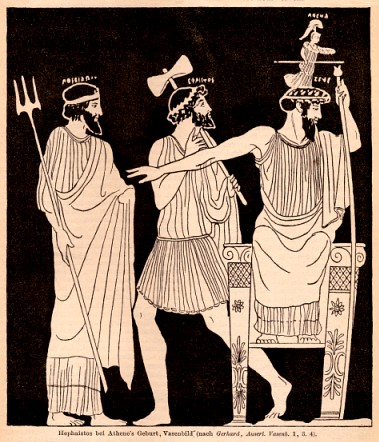
Zrození Athény

- Podle Pelasgů se bohyně Athéna narodila v Libyi, nedaleko jezera Tritónis. Tam ji našly tři libyjské nymfy a ujaly se jí. Jako malé děvčátko prý nešťastnou náhodou při hravém zápasu s oštěpem a štítem zabila svou přítelkyni Palladu a na její památku přiřadila její jméno před své.
- Podle Hellénů je Athéniným otcem Pallas, okřídlený kozlí obr, který se ji později pokusil znásilnit. Stáhla ho z kůže, udělala si z ní aigidu, jeho křídla si připjala k ramenům a jeho jméno připojila ke svému. Podle jiné verze však je aigida z kůže Gorgony Medúsy; tuto kůži stáhla poté, co Perseus uťal Medúsinu hlavu.
- Podle další z verzí je jejím otcem Itónos, král stejnojmenného města
- Jiný zdroj tvrdí, že Athéna je dcerou Poseidóna, že se ho však zřekla a byla adoptována Diem, kterého o to požádala
- Asi nejrozšířenější je však toto: Zeus zatoužil po Titánce Métidě, ta mu v různých proměnách unikala, nakonec však byla polapena a otěhotněla. Objevila se však věštba, že se narodí moudrá dcera a bude-li mít Métis další dítě, pak to bude statečný syn a ten svrhne Dia stejně, jako on svrhl svého otce Krona. A tak Zeus raději Métidu spolkl, takže od té doby ji nikdo nespatřil. Po čase přišla na Dia krutá bolest hlavy (stalo se to u jezera Tritón). Na pomoc přispěchal bůh Hermés, donutil Héfaista nebo Prométhea přinést klín a palici. Těmi udělali do Diovy lebky skulinu a z ní vyskočila Athéna v plné zbroji.

Její znak je sova.

## Povaha a působení
Přesně podle věštby je Athéna zosobněná moudrost a síla. Je Diovou nejoblíbenější dcerou, rád s ní rozmlouvá, nic před ní neskrývá, vždy jí ve všem vyhoví. Athéna si jeho přízně považuje, neustále je v jeho blízkosti. Nikdy také nezatoužila po žádném jiném bohu nebo muži. Přes svůj původ, krásu a vznešenost se nikdy neprovdala a zůstává Athénou Panenskou (řecky Athéna Parthenos). Pouze jednou byla nemilosrdná. Jedna obyčejná, ale velice nadaná dívka, se vytahovala, že je lepší tkadlena než sama Athéna. Ta dívka se jmenovala Arachné. Po souboji v tkaní ji Athéna proměnila v pavouka. To naznačuje, že patřila i mezi sluneční božstva, která souvisí s vynálezem tkaní (srovnej Aton).

## Bohyně války
Je jednou z nejmocnějších bohyň. Na rozdíl od boha zuřivé války Area je Athéna bohyní války moudře a rozvážně vedené, vždy končící vítězstvím, ovládá taktiku a strategii. O její radu prosili moudří náčelníci. Řekové ji ctili jako „Athénu ve zbroji“ (Athéna Enoplos) nebo jako „Athénu vyzývající k boji“ (Athéna Promachos). Také bývá zvaná Athénou Vítěznou (Athéna Níké). Bude vždy ochránkyní Řeků, nejmilejší jí však jsou Athéňané. Vždy chrání města, která mají v chrámech její sošky, tzv. palladia. Dokud je palladium v chrámu, město bude nedobytné. Jedno vzácné palladium bylo i v Tróji na hradě Pergamu a teprve poté, co je Odysseus a Diomédes ukradli, mohla být Trója dobyta.

## Ochránkyně lidí
Athéna však je i bohyní života v míru, ochránkyní práva i sněmů, dává městům i lidem blahobyt, ochraňuje děti a nemocné. Athéňané si ji zvolili za patronku města, protože jim darovala olivu, je zakladatelkou a ochránkyní řeckého zemědělství.
Ochraňuje také umění a umělecké práce, naučila ženy příst a tkát, pomáhala stavitelům chrámů, muže naučila řemeslům jako zlatnictví, kovářství, barvířství. Chrání lidi, kteří jí přinášejí oběti.
Athéna sama vynalezla pluh, hrábě, uzdu, jho, loď a s pomocí Poseidona i válečný vůz. Také hliněný hrnec, trubku a flétnu. Je velmi milosrdná, u hrdelního soudu na areopagu v případě vyrovnaných hlasů soudců vždy hlasuje pro osvobození obviněného.

## Héfaistos, Erichthonios

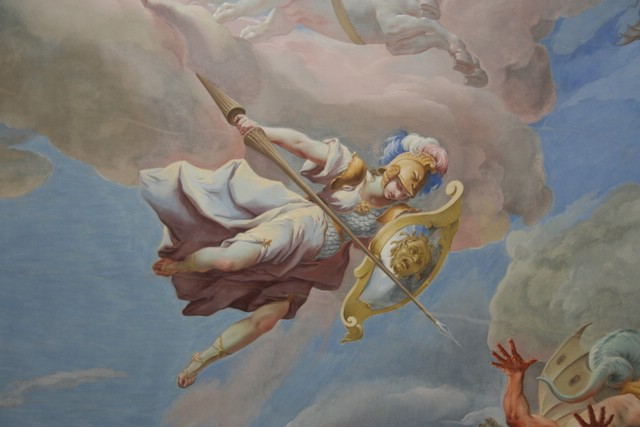
Athéna, 1739, Paul Troger

Její vzezření vzbuzuje respekt, váženost, obdiv a úžas. Je krásná, štíhlá a urostlá, zobrazovaná někdy v dlouhé říze, většinou však ve zbroji. Na hlavě nosívá přilbici, v pravé ruce mívá kopí, v levé štít aigidu (též egidu), na něm připevněnou hlavu hrůzné Medúsy. Často ji provází sova, symbol moudrosti, znak města Athén.
Zbroj si nejprve půjčovala od Dia, ale v době trojské války si nechala vytepat vlastní. Požádala o to samotného Héfaista, božského kováře, který však nechtěl za práci peníze, ale její přízeň. Pokusil se ji znásilnit, ale Athéna se vytrhla a sémě dopadlo na zem a oplodnilo matku zemi. Nikdo si očekávané dítě nechtěl vzít na starost a odpovídat za jeho výchovu. Athéna se ho ujala a chlapec byl pojmenován Erichthonios. Dítě ukryla do posvátného košíku, ten svěřila Aglauře, nejstarší dceři athénského krále Kekropa, a nařídila jí, aby dítě přísně střežila. Kekrops byl synem matky země a narodil se jako napůl člověk, napůl had a stejně tak vypadal Erichthonios, takže se předpokládalo, že Kekrops je jeho otcem. Aglauros a její sestry Hersé a Pandrosos už nedokázaly zkrotit svou zvědavost a košík otevřely. Když uviděly dítě s hadím ocasem místo nohou a vedle něj ležel obrovský had, v panické hrůze se vrhly z athénské Akropole do propasti. Erichthonios se později stál zakladatelem Athén, založil kult bohyně Athény a přikázal světit na počest bohyně Athény slavnost panathénají.

## Vlivy a činy bohyně Athény

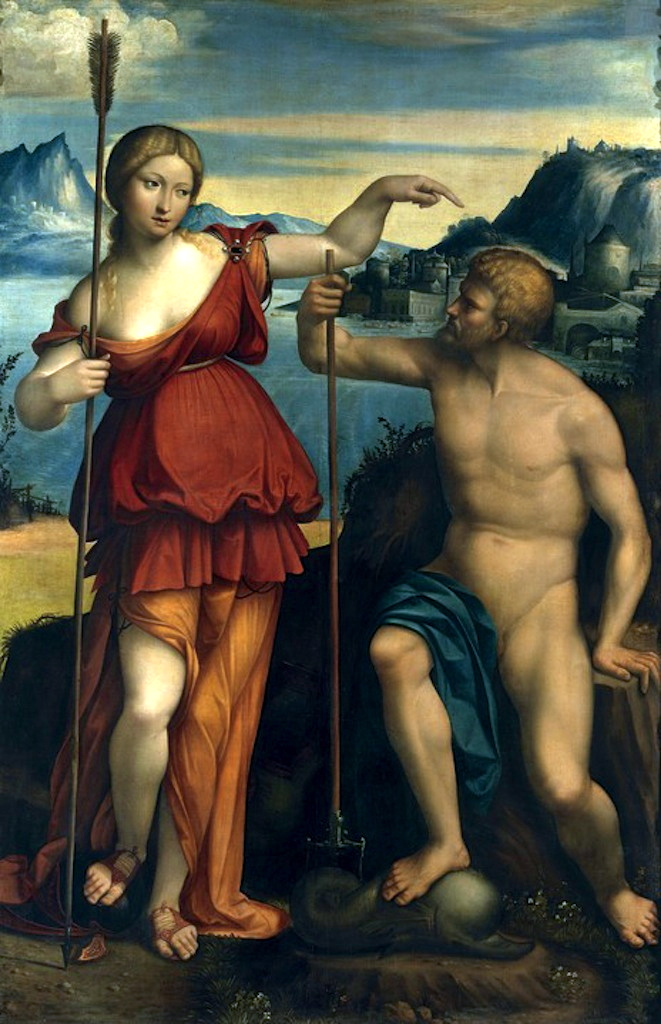
Athéna a Poseidón při sporu o město Athény, obraz Benvenuta Tisiho z roku 1512

- S Diem bojovala proti Gigantům, sama zabila Enkelada a Pallanta
- Pomáhala Argonautům při jejich dlouhé cestě za zlatým rounem
- Když se později dostala s bohem moří Poseidónem do sporu o vládu nad Attikou, měl právě král Kekrops rozhodnout, čí dar městu je cennější: Athéna zvítězila, protože darovala městu olivovník, zatímco Poseidón nechal vytrysknout pramen slané vody.
- Provázela Persea v jeho boji proti Gorgonám
- Rekovi Bellerofontovi dala uzdu, aby mohl ovládnout okřídleného koně Pégasa
- Když ji urazil trojský princ Paris tím, že jí nepřiznal prvenství ve sporu o jablko „té nejkrásnější“, pomstila se mu podporou Achajců, kterým pomohla zvítězit nad Trójou
- Když se Diomédes - její ctitel - dostal v bitvě do úzkých, sama sedla do jeho válečného vozu a zachránila ho
- Radila Epeiovi při stavbě trójského koně
- Pomohla ithackému králi Odysseovi dostat se zpět do vlasti a porazit přesilu nepřátel
- Když thébský věštec Teiresiás podle jedné verze mýtu spatřil nedopatřením Athénu nahou, ona ho za trest stihla slepotou, ale zároveň mu dala schopnost rozumět řeči ptáků. K tomu mu věnovala zvláštní slepeckou hůl, která jej bezpečně vedla a darovala mu též hodně dlouhý život
- Arachné, která se vychloubala se, že je lepší tkadlena než bohyně a vyzvala ji na souboj v tkaní, který nakonec prohrála, tak ji Athéna za trest proměnila v pavouka

Podobných příběhů je celá řada a v nich Athéna nikdy své věrné neopustila. Pomáhala vždy Řekům, zejména Athéňanům a později i Římanům, kteří ji rovněž ctili pod jménem Minerva.

## Panathénaje
Panathénaje byly nejvýznamnější slavnosti, na kterých Řekové vzdávali pocty Athéně. Konaly se každý čtvrtý rok jako „velké“, začínaly v předvečer Athéniných narozenin (v polovině srpna) pochodňovým během, pokračovaly slavnostním průvodem na Akropolis a končily veslařskými závody v Peiraieu. Jejich součástí byly také závody hudební, básnické, řečnické, gymnastické a jezdecké. „Malé“ panathénaje se slavily každoročně a byly méně okázalé.

## Přívlastky Athény
Epiteta: Polias - ochránkyně měst, promachos - patronka v boji, nikéforos - propůjčující vítězství, ergané - patronka řemesel, hygieiá - léčící, kúrotrofos - opatrovnice dětí, tritónis, tritogenická - tritónská panna, glaukópis - sovooká, parthenos - panenská, enhoplos - připravená k boji

## Odraz v umění

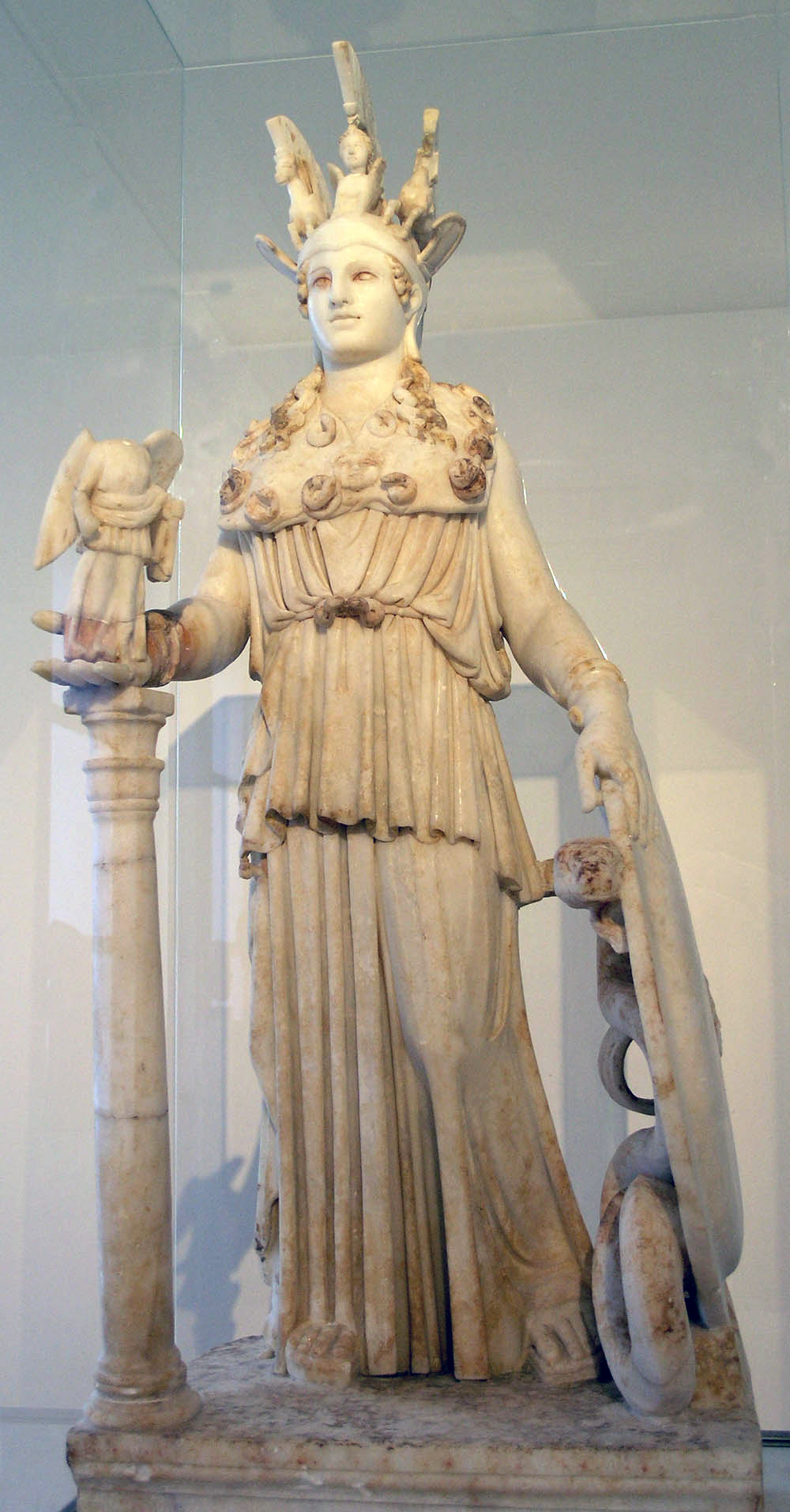
Římská kopie Athény Parthenos

Ke jménu Athény se pojí nejslavnější výtvory řeckého umění, zejména architektury a sochařství, namátkou chrámy na athénské Akropoli:
- Parthenón, dílo architektů Iktina a Kallikrata z let 447 - 434 př. n. l.
- chrám Níké, zasvěcený Athéně Vítězné
- Erechtheion, zasvěcený Athéně, Poseidónovi a Erechtheovi

Ze sochařských dílen jsou nejznámější výtvory:
- Feidiovy sochy ze zlata a slonoviny, resp. z bronzu Athéna Parthenos, Athéna Promachos a Athéna Lemnia (z poloviny 5. stol. př. n. l.), známé bohužel jenom z pozdních kopií
- reliéfová výzdoba Parthenónu, zhotovená pod Feidiovým vedením
- Athéna Myrónova (z poloviny 5. stol. př. n. l.)
- Athéna Varvakejská, napodobenina Feidiovy chrámové sochy z Parthenónu a další

## Nositelky
- Athena Dánská